# Suite de Internet

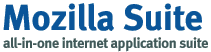
Logotipo de Mozilla Suite

Una suite de Internet es un conjunto de aplicaciones relacionadas con Internet.
Una suite de Internet generalmente incluye:
- navegador web,
- cliente de correo electrónico, incluyendo generalmente
  - lector de noticias y
  - libreta de direcciones,
- gestor de descargas,
- editor de páginas web y
- cliente de IRC.

## Suites de Internet activas
- AOL Desktop
- Arachne
- Classilla
- GNUzilla
- MSN Explorer
- Opera (versión 12.17 para Windows y versión 12.16 para otros sistemas operativos)[1]
- SeaMonkey

## Suites de Internet descontinuadas
- AOL OpenRide
- Beonex Communicator
- Cyberdog
- Cyberjack
- Emissary
- Minnesota Internet Users Essential Tool
- Mozilla Application Suite
- Netscape Communicator